# 터보 아웃런
《터보 아웃런》은 1989년 세가가 발매한 아케이드 레이싱 게임이다. 1986년의 아웃런 후속작인 이 게임은 오리지널 아웃런 보드의 업그레이드 기판으로 출시되었다.
전작과 마찬가지로, 터보 아웃런에서는 페라리를 운전하며, 이번에는 페라리 F40을 운전하고 있다. 선수들은 이제 각 경로의 분기 경로를 따라가는 대신 뉴욕에서 로스앤젤레스까지 미국 대륙 전체를 가로지르는 정해진 경로를 통과한다. 시간 제한 외에 포르쉐 959를 운전하는 AI 상대를 추가하였고 버튼을 눌러 짧은 터보 부스트를 쓸 수 있어 타이틀의 '터보'도 게임플레이의 한 요인으로 작용한다. 이제 게임의 다양한 단계에서 차량의 특성을 높이는 다양한 파워업을 선택할 수 있다.
터보 아웃런은 이후 메가 드라이브뿐만 아니라 가정용 컴퓨터용으로도 출시되었다.

## 개요
터보 아웃런에서 플레이어는 페라리 F40을 타고 여자친구와 나란히 앉아 제한시간 내에 은색 포르쉐 959를 타고 있는 AI 상대와 경주를 하는 것이 목적이다. 목표는 뉴욕에서 로스앤젤레스까지 도착하는 것이며, 기존 아웃런과 달리 분기점이 없다는 것이 특징이다.
게임의 주목할만한 기능은 플레이어가 콘솔에 장착된 측면 버튼을 눌러 터보 부스트를 사용하여 속도를 높일 수 있다는 것이다. 엔진 온도는 화면 계기판에 표시되며, "OVERHEAT!"에 도달하면 터보 부스트는 온도가 낮아질 때까지 사용할 수 없다.
또 다른 주목할만한 차이점은 때때로 플레이어를 막으려는 경찰차가 등장한다는 것이다. 그들은 터보 부스트를 사용하여 추월하거나 오프로드와 도로 측면의 물체에 부딪히게 해 플레이어에 의해 파괴시켜야 한다.
원래의 아웃런과는 달리 플레이어에게 자동 변속기 또는 2단 수동 변속기 중에서 선택할 수 있는 옵션을 제공한다.
모든 섹션 끝(약 4개 도시를 통과한 후 도달)에서 파워업을 선택할 수 있다. 이 세 가지는 하이 파워 엔진, 스페셜 터보, 슈퍼 그립 타이어이며, CPU 상대가 플레이어보다 먼저 섹션 끝에 도달하면 다음 레이스에서 드라이버의 여자 친구가 상대의 차로 이동한다. 다음 섹션까지 CPU 상대를 이기면 여자친구를 되찾을 수 있으며, 플레이어가 여자친구를 손에 들고 상대를 이기면 1,000,000 포인트 보너스가 제공되고 CPU 상대 앞에서 드라이버에게 키스를 한다. 플레이어가 최종 체크포인트에 도달하면 그 과정에서 CPU 상대를 지나쳐 엔딩 장면이 재생된다.
이 차량은 스탠드업 캐비닛과 스티커가 부착된 좌판 캐비닛에서 사용할 수 있었으며, 좌판 캐비닛에서는 게임에 등장하는 자동차인 페라리 F40의 모습을 볼 수 있었다.
또, 기존 아웃런을 터보 아웃런으로 변환하는 데 사용할 수 있는 변환 도구도 있었다.
게임의 컴퓨터 이식은 다양한 의미로 받아들여졌다. 코모도어 64 버전은 좋은 게임으로 널리 인식되었지만 16비트 변환에 있어서는 매우 부정적인 평가를 받았다.

## 단계 일람
코스는 분기점이 없는 4개의 스테이지로 구성된 4개의 섹션으로 진행됩니다.
- 1단계: 뉴욕 (게임 시작)
- 2단계: 워싱턴 DC
- 3단계: 피츠버그
- 4단계: 인디애나폴리스 (섹션 1 끝)
- 5단계: 시카고 (66번 국도)
- 6단계: 세인트루이스
- 7단계: 멤피스
- 8단계: 애틀랜타 (섹션 2 끝)
- 9단계: 마이애미
- 10단계: 뉴올리언스
- 11단계: 샌안토니오
- 12단계: 달라스 (섹션 3 끝)
- 13단계: 오클라호마 시티
- 14단계: 덴버
- 15단계: 그랜드 캐년 (66번 국도)
- 16단계: 로스앤젤레스 (게임 종료)

길이 감소(9000km 구간은 약 80시간 소요, 15분 이내에 경기를 마칠 수 있음) 외에도 일부 스테이지가 실제 대상에 비해 정확하게 그려지지 않으며, 그 예로, 애틀랜타는 눈 덮인 들판(스톤마운틴파크를 닮은 곳)에 불과하고 댈러스는 고비 사막처럼 보인다.

## 음악
1986년 오리지널 게임인 아웃런과 달리 음악은 선택할 수 없다. 대신 게임의 배경 음악은 지역에 따라 미리 결정된 순서로 재생된다.
- 미일 버전
  - Rush a Difficulty (Stages 1–4)
  - Keep Your Heart (Stages 5–8)
  - Shake the Street (Stages 9–12)
  - Who Are You? (Stages 13–16)

- 유럽 버전
  - Shake the Street (Stages 1–4)
  - Rush a Difficulty (Stages 5–8)
  - Who Are You? (Stages 9–12)
  - Keep Your Heart (Stages 13–16)

1993년 아케이드 게임 데이토나 USA에서는 이름 입력 화면에서 TOR 이니셜을 입력하면 터보 아웃런의 "Rush A Difficulty"의 오프닝 두어 마디를 들을 수 있다.

### 코모도어 64 사운드트랙
Jeroen Tel이 작곡하고 편곡한 Commodore 64 홈 버전 사운드트랙은 좋은 평가를 받았다. 사운드트랙은 유럽 컴퓨터 무역 박람회에서 "1989년 8비트 컴퓨터 최고의 음악" 상을 수상했다. 타이틀 트랙은 Jeroen Tel 자신의 사운드 샘플을 특징으로 하는 Out Run 의 "Magical Sound Shower"의 리믹스였으며 샘플링 품질 때문에 그는 녹음하는 동안 "무료(프리)"처럼 들리는 것을 피하기 위해 "3(쓰리)"가 아니라 "하나, 둘, 트리 ... 히트, 아웃 런"이라고 말했다.

## 평가
일본에서 Game Machine 지는 1989년 3월 15일자 올해의 세 번째로 성공한 수직 아케이드게임으로 집계했다.
터보 아웃런은 버전에 따라 긍정적인 평가와 엇갈린 평가를 받았다. 아케이드와 코모도어 64 버전은 호평을 받았고 Commodore User는 아케이드 버전을 검토했으며 10점 만점에 8점을 주었다. 코모도어 64 버전은 C+VG 에서 93%, Zzap!64에서 97%를 받았다. Spectrum 버전의 게임은 Your Sinclair 에서 70%, Sinclair User에서 78%, Crash에서 79%를 받았다.
Mean Machines는 전체 평점 42%로 Mega Drive 버전을 기각했다. 진정한 찬사를 받은 게임의 유일한 측면은 고득점 화면 디자인이었다. 리뷰는 "희망이 없고, 거대하고 요란한 3D 그래픽, 흔들리는 스크롤링, 무서운 음악, 엉성한 음향 효과, 심하게 그려진 스프라이트"를 지적하고 "경주 게임에 박수를 치는 로빈 릴라이언트"로 결론지었다. Mega는 Mega Drive 버전을 역대 최악의 Mega Drive 게임 10개 목록에서 3위에 올렸다.

### 내용주
1. ↑  영어: Turbo OutRun, 일본어: ターボアウトラン

### 참조주
1. ↑   Retrieved 16 January 2016
2. ↑  Brock-Nannestad, Laust (2006년 1월 18일). “SID Tune Information List v44”. 2008년 10월 12일에 원본 문서에서 보존된 문서. 2006년 7월 31일에 확인함.
3. ↑  “Archive – Magazine viewer”. World of Spectrum. 2012년 8월 6일에 확인함.
4. ↑  https://archive.org/stream/cvg-magazine-097/CVG_097_Dec_1989#page/n55/mode/2up
5. ↑  “Archive – Magazine viewer”. World of Spectrum. 2012년 8월 6일에 확인함.
6. ↑  “Turbo OutRun”. Ysrnry.co.uk. 2012년 8월 27일에 원본 문서에서 보존된 문서. 2012년 8월 6일에 확인함.
7. ↑  https://archive.org/stream/commodore-user-magazine-68/Commodore_User_Issue_68_1989_May#page/n95/mode/2up
8. ↑  “Zzap!64 100th Issue Pull-Out Special Page 5”. Zzap64.co.uk. 2012년 8월 6일에 확인함.
9. ↑  Mega rating, issue 9, page 23, Future Publishing, June 1993
10. 1 2  Mean Machines, Issue 18, March 1992, pp. 78-9
11. ↑  MegaTech rating, EMAP, issue 5, page 79, May 1992
12. ↑  “Archive – Magazine viewer”. World of Spectrum. 2012년 8월 6일에 확인함.
13. ↑  《Game Machine》 (Amusement Press, Inc.). |제목=이(가) 없거나 비었음 (도움말)
14. ↑  See box art for the C64 conversion
15. ↑  Mega magazine issue 1, page 85, Future Publishing, Oct 1992